# Kathrin Schneider

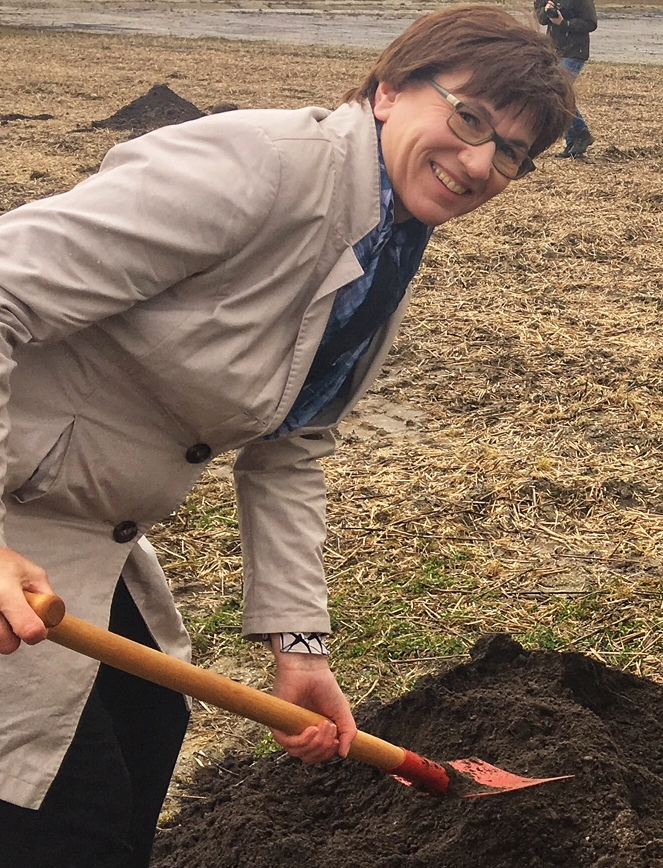
Kathrin Schneider (2018)

Kathrin Schneider (* 30. September 1962 in Lübben (Spreewald), Bezirk Cottbus, DDR) ist eine deutsche Politikerin (SPD). Sie war vom 5. November 2014 bis zum 20. November 2019 Ministerin für Infrastruktur und Landesplanung des Landes Brandenburg. Seit 20. November 2019 ist sie Chefin der brandenburgischen Staatskanzlei im Rang einer Ministerin.

## Leben und Beruf
Kathrin Schneider begann 1981 an der Humboldt-Universität zu Berlin ein Studium Agrarwissenschaften mit der Fachrichtung Pflanzenproduktion, das sie 1986 als Diplom-Agraringenieurin beendete. Anschließend war sie bei der Bezirksplankommission des Rats des Bezirks Cottbus tätig. Nach der Wende wechselte sie 1990 in das Dezernat Bergbau der Bezirksverwaltungsbehörde Cottbus. 
1992 begann sie als Referentin für Braunkohlen- und Sanierungsplanung in der Gemeinsamen Landesplanungsabteilung Berlin-Brandenburg im brandenburgischen Ministerium für Umwelt, Naturschutz und Raumordnung und übernahm 2002 die Referatsleitung. Zusätzlich wurde sie 2003 Leiterin des Referats für Anpassung der Bauleitplanung. 2005 wechselte sie als Leiterin in das Referat Haushalt, finanzwirtschaftliche Grundsatzfragen, Finanzrevision, EU-Angelegenheiten im brandenburgischen Ministerium für Infrastruktur und Raumordnung, bis sie 2009 schließlich Leiterin der Gemeinsamen Landesplanungsabteilung Berlin-Brandenburg im Ministerium für Infrastruktur und Raumordnung/Ministerium für Infrastruktur und Landwirtschaft wurde. Vom 13. Dezember 2010 bis zum 18. März 2013 war sie daneben Vorsitzende der „Fluglärmkommission Berlin-Schönefeld“.
Kathrin Schneider hat zwei Kinder und lebt in Märkische Heide.

## Öffentliche Ämter
Am 30. Januar 2013 wurde Kathrin Schneider zur Staatssekretärin in dem von Jörg Vogelsänger geleiteten Ministerium für Infrastruktur und Landwirtschaft des Landes Brandenburg ernannt. 
Nach der 6. Wahl zum Landtag des Landes Brandenburg wurde sie am 5. November 2014 von Ministerpräsident Dietmar Woidke zur Ministerin für Infrastruktur und Landesplanung ernannt. Dieses Amt hatte sie bis zum 20. November 2019 inne. Am 20. November 2019 wurde sie zur Chefin der brandenburgischen Staatskanzlei im Rang einer Ministerin ernannt. Nach der Entlassung von Ursula Nonnemacher war Schneider vom 25. November 2024 bis zum 11. Dezember 2024 kommissarische Leiterin des Ministeriums für Soziales, Gesundheit, Integration und Verbraucherschutz des Landes Brandenburg.
Kathrin Schneider kam als parteilose Politikerin auf Vorschlag der SPD ins Ministeramt und trat im November 2015 der SPD bei.